# Minsterworth
Minsterworth – wieś w Anglii, w hrabstwie Gloucestershire, w dystrykcie Tewkesbury. Leży 7 km na zachód od miasta Gloucester i 157 km na zachód od Londynu.